# فرانتس هوفر (کارگردان)
فرانتس هوفر (آلمانی: Franz Hofer; ۳۱ اوت ۱۸۸۲ – ۵ مهٔ ۱۹۴۵) کارگردان فیلم، فیلم‌نامه‌نویس و تهیه‌کننده فیلم اهل آلمان بود.

## فیلم‌شناسی
| سال  | نام               | یادداشت‌ها |
| ---- | ----------------- | --------- |
| 1914 | خانم پیکولو       |           |
| ۱۹۱۶ | Rose on the Heath |           |
| ۱۹۲۳ | زمین سیاه         |           |
| ۱۹۲۷ | دمپایی‌های صورتی   |           |
| ۱۹۲۸ | Cry for Help      |           |
| ۱۹۲۹ | مادام لو          |           |